# Voisines (Haute-Marne)
Voisines é uma comuna francesa na região administrativa da Champanha-Ardenas, no departamento de Haute-Marne. Estende-se por uma área de 19,08 km². Em 2010 a comuna tinha 109 habitantes (densidade: 5,7 hab./km²).